# Carrenleufú
Carrenleufú är en ort i Argentina.   Den ligger i provinsen Chubut, i den sydvästra delen av landet, 1 500 km sydväst om huvudstaden Buenos Aires. Carrenleufú ligger 413 meter över havet och antalet invånare är 317.
Terrängen runt Carrenleufú är bergig västerut, men österut är den kuperad. Trakten runt Carrenleufú är nära nog obefolkad, med mindre än två invånare per kvadratkilometer.. Närmaste större samhälle är El Corcovado, 10,1 km nordost om Carrenleufú. 
I omgivningarna runt Carrenleufú växer i huvudsak blandskog.